# Salobre (kommunhuvudort)
Salobre är en kommunhuvudort i Spanien.   Den ligger i provinsen Provincia de Albacete och regionen Kastilien-La Mancha, i den centrala delen av landet, 230 km söder om huvudstaden Madrid. Salobre ligger 921 meter över havet och antalet invånare är 621.
Terrängen runt Salobre är kuperad åt sydost, men åt nordväst är den platt. Runt Salobre är det glesbefolkat, med 10 invånare per kvadratkilometer. Närmaste större samhälle är Villanueva de la Fuente, 17,0 km nordväst om Salobre. Omgivningarna runt Salobre är i huvudsak ett öppet busklandskap.